# Ламский район
Ламский район — административно-территориальная единица в составе Центрально-Чернозёмной, Воронежской, Рязанской и Тамбовской областей, существовавшая в 1928—1930 и 1935—1963 годах. Центр — село Вторые Левые Ламки.
Ламский район был образован в 1928 году в составе Козловского округа Центрально-Чернозёмной области. 30 июля 1930 года в связи с ликвидацией окружной системы в СССР Ламский район перешёл в прямое подчинение Центрально-Чернозёмной области.
25 ноября 1930 года Ламский район был упразднён, а его территория передана в Сосновский район.
18 января 1935 года Ламский район был восстановлен в составе Воронежской области. В его состав вошли Александровский, Андреевский, Верхне-Ярославский, Дельно-Дубровский, Дмитриевский, Зелёновский, Лево-Ламский 2-й, Нижне-Ярославский, Ново-Васильевский, Ново-Ямской, Ольховский, Покрово-Васильевский и Христофоровский сельсоветы Сосновского района.
27 сентября 1937 года Ламский район был включён в состав Рязанской области.
4 февраля 1939 года Ламский район был передан из Рязанской области в Тамбовскую.
По данным 1945 года Ламский район делился на 13 сельсоветов: Александровский, Андреевский, Верхне-Ярославский, Дельно-Дубровский, Дмитриевский, Зеленовский, Лево-Ламский, Нижне-Ярославский, Ново-Васильевский, Ново-Ямской, Ольховский, Покровско-Васильевский и Христофоровский.
30 октября 1959 года к Ламскому району была присоединена территория упразднённого Глазковского района.
1 февраля 1963 года Ламский район был упразднён, а его территория передана в Сосновский район.